# Chiesa di Santa Geltrude (Ultimo)
La chiesa di Santa Geltrude (in tedesco: Kirche St. Gertraud), anche indicata come chiesa di Santa Gertrude, è la parrocchiale patronale di Santa Gertrude, frazione di Ultimo, in Alto Adige. Fa parte del decanato di Lana-Tesimo nella diocesi di Bolzano-Bressanone e risale al XIV secolo.

## Descrizione
La chiesa risale al XIII secolo ed è caratterizzata da uno stile gotico. Presenta una facciata semplice ma elegante, con un portale decorato e un grande rosone al centro. L'interno è a navata unica, con affreschi e pitture risalenti al XV secolo che decorano le pareti.
La chiesa è dedicata a Santa Geltrude, una santa tedesca vissuta nel XII secolo, e ospita anche una reliquia della santa.
La Chiesa di Santa Geltrude è un importante luogo di culto per la comunità di Ultimo e un importante sito storico e artistico della regione.
La chiesa è un monumento sottoposto a tutela col numero 17744 nella provincia autonoma di Bolzano.